# Drunk in Love
Drunk in Love is een nummer uit 2014 van de Amerikaanse r&b-zangeres Beyoncé, in samenwerking met haar echtgenoot, de Amerikaanse rapper Jay-Z. Het is de tweede single van Beyoncé's titelloze vijfde soloalbum.
Het nummer bestormde wereldwijd de hitlijsten. In de Amerikaanse Billboard Hot 100 wist Drunk in Love de 2e positie te bemachtigen. In de Nederlandse Top 40 had het nummer met een 36e positie niet veel succes. In de Vlaamse Ultratop 50 was het met een 13e positie een stuk succesvoller.